# Carina Ståhl Herrstedt
Eva Carina Jessica Ståhl Herrstedt, född Herrstedt 26 februari 1971 i Björnekulla församling i Kristianstads län, är en svensk politiker (sverigedemokrat). Hon var Sverigedemokraternas andre vice ordförande 2009–2019 och är riksdagsledamot sedan 2010, invald för Skåne läns västra valkrets sedan 2018 (dessförinnan invald för Södermanlands läns valkrets (2010–2014) och Stockholms läns valkrets (2014–2018)). I februari 2025 utsågs Ståhl Herrstedt till landshövding i Gävleborgs län.
Ståhl Herrstedt har även varit ledamot i kommunfullmäktige i Landskrona och var 2010–2019 ordförande för SD-kvinnor.

## Politisk karriär
Ståhl Herrstedt haft en rad uppdrag inom Sverigedemokraterna, såväl i partiavdelningen i Landskrona, som i det partidistrikt som denna partiavdelning tillhör. I Sverigedemokraternas dåvarande syddistrikt, som omfattade Skåne, Halland, Kalmar, Jönköping och Kronoberg, var Ståhl Herrstedt först styrelsesuppleant, för att sedan bli vice ordförande vid årsmötet 2009.
I februari 2010 riktades det i en intern revisionsrapport kritik mot styrelsen för Sverigedemokraternas syddistrikt för verksamhetsåret 2009. Revisionen, författad av sverigedemokraten Alf Grevhagen, riktade kritik mot att konteringar och inköp inte gjorts enligt stadgarna. Ståhl Herrstedt, som haft rollen som förste vice ordförande under den aktuella perioden, menade att det "säkert [fanns] fog för mycket av kritiken, men det är absolut inget allvarligt" i en kommentar till Helsingborgs Dagblad och att "det har inte fungerat mellan styrelsen och valberedningen", i en senare kommentar till samma tidning. Ståhl Herrstedt fick förnyat förtroende vid årsmötet 2010 som vice ordförande för partidistriktet.
Ståhl Herrstedt blev riksdagsledamot när Sverigedemokraterna kom in i riksdagen i 2010. Hon var då en av tre kvinnor i den tjugo personer stora riksdagsgruppen. 
I riksdagen är hon sedan 2015 ledamot i socialutskottet, efter att tidigare ha varit ledamot i civilutskottet 2010–2013 och utbildningsutskottet 2013–2015.
I Landskrona kommun har hon sedan valet 2006 flera politiska uppdrag, bland annat som ledamot av kommunstyrelsen och i LandskronaPlus AB, Landskrona Energi AB och Landskrona Kraft AB.
Ståhl Herrstedt utsågs i februari 2025 till landshövding i Gävleborgs län på ett förordnande från 1 mars 2025 till 28 februari 2031. Hon var den första sverigedemokratiska politikern någonsin att utses till landshövding.

## Politiska åsikter
Ståhl Herrstedt vill kraftigt minska invandringen till förmån för satsningar på vård, skola, äldreomsorg och socialarbete. Hon är positiv till skärpning av straff för brott, i syfte att stävja brottsligheten. Hon säger sig vidare stå för ett samhällssystem som "inte diskriminerar eller ger vissa grupper särrättigheter". Ståhl Herrstedt var som vice ordförande den högst uppsatta kvinnan i partiet och har i kvinnofrågan bland annat i SVT:s Rapport i maj 2007 uttalat att "kvinnoföraktet är en del av det vi är emot, inom olika religioner och så". Hon har uttalat att män "har mer skinn på näsan än kvinnor".
Ståhl Herrstedt placerar sig varken till vänster eller höger på höger–vänster-skalan. Innan engagemanget i Sverigedemokraterna har hon röstat på Socialdemokraterna.

## Debatt och blogg
Den 3 mars 2010 fick Ståhl Herrstedt tillsammans med partiledaren Jimmie Åkesson en debattartikel publicerad i Aftonbladet. Artikeln berörde partiets förhållande till HBT-frågor. I artikeln bad hon och Åkesson om ursäkt för de HBT-fientliga uttalanden som enskilda företrädare för partiet fällt under åren. Samtidigt varnade man för det "homohat som den tilltagande islamiseringen medför." Mellan den 12 augusti 2007 och september 2009 hade Ståhl Herrstedt tillsammans med dåvarande sambon Stefan Olsson en gemensam blogg, men hon skriver sedan den 30 juli 2010 på en egen blogg.

## Förtalsprocesser
Carina Ståhl Herrstedt uppmärksammades mellan 2008 och 2010, såväl inom partiet som i media, för att ha dömts två gånger, 2008 och 2009, tillsammans med sin tidigare sambo, för att på deras gemensamma blogg påståtts att en medlem i Sveriges Kommunistiska Ungdomsförbund, Fredrik Jönsson, hade gjort sig skyldig till brott. Hon dömdes även en gång år 2010 för förtal mot Jönssons pappa Jan Jönsson, före detta ordförande i Sveriges kommunistiska parti. Partiledaren Jimmie Åkesson uttalade sig om processerna genom att ge henne sitt stöd med orden "Men det är ju politiska saker som ligger bakom det och som handlar om en vänsterextremist i Malmö som anmält henne. Jag har inga problem med det som hon gjort."

## Privatliv
Ståhl Herrstedt har två barn. Hon är sedam 2017 gift med riksdagsledamoten Jimmy Ståhl.